# Amaranthus schinzianus
Amaranthus schinzianus là loài thực vật có hoa thuộc họ Dền. Loài này được Thell. mô tả khoa học đầu tiên năm 1912.